# 耶氏絲鰭鱈
耶氏絲鰭鱈，為輻鰭魚綱鱈形目稚鱈科的其中一種，分布於東大西洋西撒哈拉至塞內加爾海域，深度220-550公尺，為深海底棲性魚類，體長可達18公分，棲息在大陸棚底層水域，生活習性不明。

## 扩展阅读
維基物種上的相關：耶氏絲鰭鱈